# Parastilomysis paradoxa
Parastilomysis paradoxa är en kräftdjursart som beskrevs av Ii 1936. Parastilomysis paradoxa ingår i släktet Parastilomysis och familjen Mysidae. Inga underarter finns listade i Catalogue of Life.